# Rawstudio
Rawstudio ist eine freie Software zum Lesen, Bearbeiten und Umwandeln von Bildern, die im RAW-Dateiformat digitaler Kameras vorliegen. Es verwendet das GTK+ Toolkit und ist konzipiert für die Arbeit mit einer großen Anzahl an Bildern.
Durch die Verwendung von Dcraw unterstützt Rawstudio RAW-Bilder einer Vielzahl verschiedener Formate. Es bietet Farbmanagement via LittleCMS und erlaubt so die Anwendung von Farb-Profilen.

## Funktionsumfang
- Öffnet alle von DCRaw unterstützten Formate
- 16-Bit RGB
- Stapelverarbeitung
- Verschiedene Einstellmöglichkeiten
  - Belichtung
  - Sättigung
  - Weißabgleich
  - Kontrast
  - Bildschärfe
  - Rotation und Spiegelung
  - Anzeige einer Belichtungsmaske
  - Bildausschnitt anfertigen & Ausschnittvergrößerung
- Echtzeit-Histogramm
- Für x86: Optimiert zur Verwendung der CPU-Befehlsgruppen MMX, 3dnow! und SSE
- Einfache Sortierungsfunktion für Bilder
- Vollbildmodus für optimale Bearbeitungsbedingungen
- "Split"-Modus für gleichzeitige Betrachtung von Original und bearbeitetem Bild